# Revolution X
Revolution X est un jeu vidéo de type rail shooter développé et édité par Midway Manufacturing Company, sorti en 1994 sur borne d'arcade. Il a été adapté sur Mega Drive en 1994, sur  Super Nintendo et DOS en 1995, et sur PlayStation et Saturn en 1996, par Acclaim Entertainment.
Il met en scène le groupe Aerosmith.

## Synopsis
En 1996, les États-Unis sont sous la dictature de la Nation de l'Ordre Nouveau ("New Order Nation", ou NON). La NON, dirigée par la sinistre Maîtresse Helga (jouée par Kerri Hoskins (en)), a déclaré la guerre envers la culture de jeunesse et a banni la musique, la télévision et les jeux vidéo. Alors qu'ils font une tournée à Los Angeles au Club X, le groupe Aerosmith est capturé par les troupes de la NON et c'est ainsi que le jeu commence!

## Système de jeu
Le jeu est un rail shooter standard où le joueur doit tirer sur tout ce qui bouge à l'écran afin de secourir les membres du groupe enlevés. Les cinq membres d'Aerosmith sont cachés dans le jeu, et doivent tous être trouvés afin de voir la "vraie" séquence de fin.

## Bande originale
La bande originale est composée de plusieurs chansons d'Aerosmith qui passent continuellement, tels que Eat the Rich, Sweet Emotion, Toys in the Attic and Walk This Way.
Les versions sur console comprennent la chanson Rag Doll dans l'écran de menu et de scores et Dude (Looks Like a Lady) dans la séquence de fin.

## Versions
- Arcade (cabinet 3 joueurs), 1994
- Mega Drive/Genesis, 1995
- SNES, 1995
- PC, 1995
- Sega Saturn, 1996
- PlayStation, 1996